# Бёзе, Герман
Герман Бёзе (нем. Hermann Böse; 4 мая 1870, Хемелинген, Германия — 17 июля 1943, Бремен, Германия) — учитель музыки, дирижер, коммунист, антифашист, член движения Сопротивления во время Второй мировой войны, член организации «Красная капелла».

## Биография
Герман Бёзе родился 4 мая 1870 года в Хемелингене, в Германской империи. По семейной традиции он, как и три его старших брата (всего в семье было восемь детей), стал учителем, окончив в 1890 году педагогические курсы .
В 1894 году Герман Бёзе вступил в Социал-демократическую партию Германии (SPD) и уже в те годы был убеждённым социалистом. С 1897 по 1907 год он служил преподавателем в Институте глухих в Бремене. В 1905 году им был организован из рабочих-однопартийцев мужской хор. Целью Германа Бёзе было привить рабочим через музыку основы культуры и образования.
Он часто писал музыку и театральные рецензии для местного печатного органа партии Bremer Bürger-Zeitung (BBZ). В 1907 году Герман Бёзе поступил на работу в гимназию в Бремене, которая с 2005 года носит его имя. Там он преподавал до 1933 года, когда вышел на пенсию по состоянию здоровья. В школе он сразу создал оркестр, который в 1920-х годах был одним из крупнейших школьных оркестров во всей Германии.
В 1910 году Герман Бёзе послал телеграмму Августу Бебелю в знак протеста против политически мотивированного увольнения коллеги-учителя Вильгельма Хольцмайера, чем вызвал острую дискуссию в обществе.
Во время Первой мировой войны многие члены SPD откололись от партии, большинство в которой отказалось поддержать войну и революцию. Среди них был и Герман Бёзе, в 1918 году в Бремене он стал одним из основателей Коммунистической партии Германии (KPD). Когда в 1919 году была провозглашена Бременская Советская республика, Герман Бёзе был назначен главой комиссариата по делам образования. Одним из его проектов было введение студенческого самоуправления в учебных заведениях.
После падения Бременской Советской республики, в конце 1920-х годов Герман Бёзе вступил в тесное общение с анархистом Эрихом Мюзамом.
Когда в 1933 году нацисты пришли в Германии к власти, они уничтожили, созданный им, хор рабочих и сократили ему пенсию. С тех пор он зарабатывал на жизнь как частный учитель музыки.
Гестапо установило за ним слежку, как за членом Свободного союза немецких рабочих (FUAD). Летом 1942 года в его доме прошло собрание группы сопротивления из Гамбурга, во главе которой стояли Бернхард Бестлайн, Фриц Якоб и Роберт Абшаген. В 1943 году Герман Бёзе был арестован гестапо вместе с членами этой группы. Ему инкриминировали контакты с членами движения сопротивления и СССР, но доказать его участие в акциях «Красной капеллы» не удалось.
Германа Бёзе депортировали в концентрационный лагерь в Мисслер, но и здесь он сохранил достоинство. Его песню «Давайте держаться вместе, как братья», ставшую гимном рабочего движения Германии, пели даже бонзы СС. По рекомендации врача 15 июля 1943 года тяжело больной Герман Бёзе был отпущен на свободу и умер спустя два дня.

## Память
В июле 1947 года рабочие Бремена у могилы Германа Бёзе на кладбище Остерхольцер провели гражданскую панихиду. Тогда же его именем была названа одна из улиц города. Воссоздан также основанный им хор. У его последнего места жительства установлен мемориальный камень.